# Agnetina werneri
Agnetina werneri är en bäcksländeart som först beskrevs av Kempny 1908.  Agnetina werneri ingår i släktet Agnetina och familjen jättebäcksländor. Inga underarter finns listade i Catalogue of Life.